# Иноевс, Константин Харлампиевич
Константин Харлампиевич Иноевс (1838—1898) — русский врач, Главный доктор Голицынской больницы. Действительный статский советник.

## Биография
Родился 5 (17) апреля 1838 года в семье штаб-лекаря Харлампия Константиновича Иноевса (1802—1855), который в 1837 году женился на Юлии Карловне Энгельгардт.
В 1865 году окончил лекарем медицинский факультет Московского университета и поступил на службу в Московскую градскую больницу. В 1867 году был назначен на должность письмоводителя и бухгалтера Голицынской больницы. В 1871 году определением Совета Московского университета был утверждён в звании акушера и, постоянно повышаясь по службе, 28 октября 1895 года был утверждён в должности главного доктора Голицынской больницы. На его медицинские отчёты часто ссылались современники; были изданы его «Заметки из акушерской и гинекологической практики» (М.: тип. В. Е. Калинина, 1878).
В 1896 году был произведён в действительные статские советники. Был награждён орденами до ордена Св. Владимира 3-й степени.
Умер 13 (25) ноября 1898 года. Похоронен в Донском монастыре; на надгробии была установлена гранитная плита.

## Семья
Был женат на дочери поручика Анне Павловне Шведовой. У них было восемь детей: Анна (04.09.1866—?), Константин, Юлия, Павел (25.11.1873 — после 1927), Елена, Владимир, Алексей (07.02.1880 — 1922), Ольга.